# یواس‌سی‌جی‌سی موهاک (دبلیوپی‌جی-۷۸)
یواس‌سی‌جی‌سی موهاک (دبلیوپی‌جی-۷۸) (به انگلیسی: USCGC Mohawk (WPG-78)) یک کشتی بود که طول آن ۱۶۵ فوت (۵۰ متر) بود. این کشتی در سال ۱۹۳۴ ساخته شد.